# اميرآباد تشم غز (مقاطعة دورة)
اميرآباد تشم غز (بالفارسية: امیرآباد چم گز) هي قرية تقع في قسم تشكن الريفي (مقاطعة دورة) في إيران. يقدر عدد سكانها بـ 458 نسمة .